# Llista de característiques geològiques de (243) Ida i Dàctil
Aquesta és una llista dels principals accidents geològics a l'asteroide 243 Ida i la seva lluna, Dàctil.

## Ida

### Regions
Les regions d'Ida, unes zones geològicament diferents, s'anomenen segons el nom del descobridor de l'asteroide, o dels lloc on treballava.
| Regió        | Dedicat a     |
| ------------ | ------------- |
| Regió Palisa | Johann Palisa |
| Regió Pola   | Pula, Croàcia |
| Regió Vienna | Viena         |

### Dorsa
L'únic dorsum a Ida és el dorsum Townsend, dedicat a Tim E. Townsend, un membre de l'equip de la sonda Galileu.

### Cràters
Els cràters d'Ida són anomenats inspirant-se en coves famoses.
| Cràter       | Inspirat en                      |
| ------------ | -------------------------------- |
| Afon         | Cova de Novi Afon, Abkhàzia      |
| Atea         | Cova Atea, Papua Nova Guinea     |
| Azzurra      | Grotta Azzurra, Itàlia           |
| Bilemot      | Bilemot Cave, Corea              |
| Castellana   | Cova Castellana, Itàlia          |
| Choukoutien  | Zhoukoudian, Xina                |
| Fingal       | Cova de Fingal, Regne Unit       |
| Kartchner    | Kartchner Caverns, Arizona, EUA  |
| Kazumura     | Cova de Kazumura, Hawaii, EUA    |
| Lascau       | Coves de Lascaux, França         |
| Lechuguilla  | Cova Lechuguilla, Nou Mèxic, EUA |
| Mammoth      | Mammoth Caveh, Kentucky, EUA     |
| Manjang      | Manjang Cave, Corea              |
| Orgnac       | Orgnac Cave, França              |
| Padirac      | Padirac Cave, França             |
| Peacock      | Peacock Cave, Florida, EUA       |
| Postojna     | Postojna Cave, Eslovènia         |
| Sterkfontein | Sterkfontein, Sud-àfrica         |
| Stiffe       | Stiffe Cave, Itàlia              |
| Undara       | Undara Cave, Austràlia           |
| Viento       | Cova del Viento Cave, Espanya    |

## Dàctil
Els cràters de Dàctil són denominats inspirant-se en la mitologia.
| Cràter | Inspirat en |
| ------ | ----------- |
| Acmon  | Acmon       |
| Celmis | Celmis      |